# Supercoupe du Cambodge de football
La Supercoupe du Cambodge de football est une compétition de football créée en 2017 opposant le champion du Cambodge  au vainqueur de la coupe du Cambodge, disputée en un match unique.

## Histoire
La première édition de la Supercoupe se tient en 2017 sous le nom de CNCC Charity Cup, et voit la victoire du Boeung Ket Angkor sur le National Defense Ministry FC sur le score de 3-0.
La compétition n'est plus disputée jusqu'en 2022 ; le Phnom Penh Crown s'impose face au Visakha FC sur le score de 2 buts à 1. L'édition suivante voit les deux mêmes équipes s'affronter, pour une nouvelle victoire du Phnom Penh Crown par 2 buts à 1, après prolongation.

## Palmarès
| Édition     | Vainqueur         | Score        | Finaliste                    |
| ----------- | ----------------- | ------------ | ---------------------------- |
| 2017        | Boeung Ket Angkor | 3 - 0        | National Defense Ministry FC |
| 2018 à 2021 | Non disputée      | Non disputée | Non disputée                 |
| 2022        | Phnom Penh Crown  | 2 - 1        | Visakha FC                   |
| 2023        | Phnom Penh Crown  | 2 - 1 ap     | Visakha FC                   |